# Rodriguesstare
Rodriguesstare (Necropsar rodericanus) är en utdöd fågel i familjen starar inom ordningen tättingar. Den placeras som enda art i släktet Necropsar. Den förekom tidigare på ön Rodrigues i Indiska oceanen men är försvunnen, senast rapporterad 1750. IUCN kategoriserar arten som utdöd.

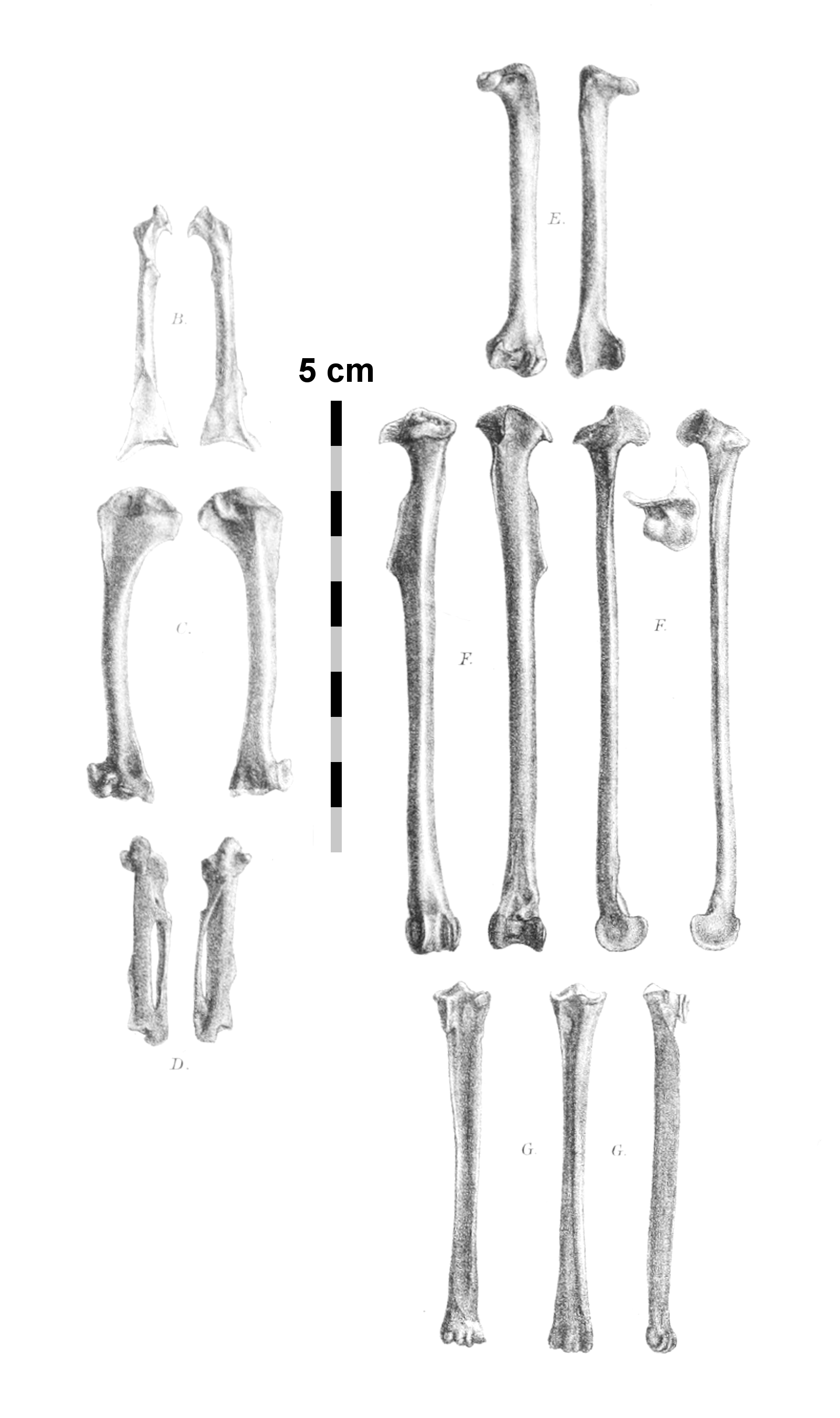
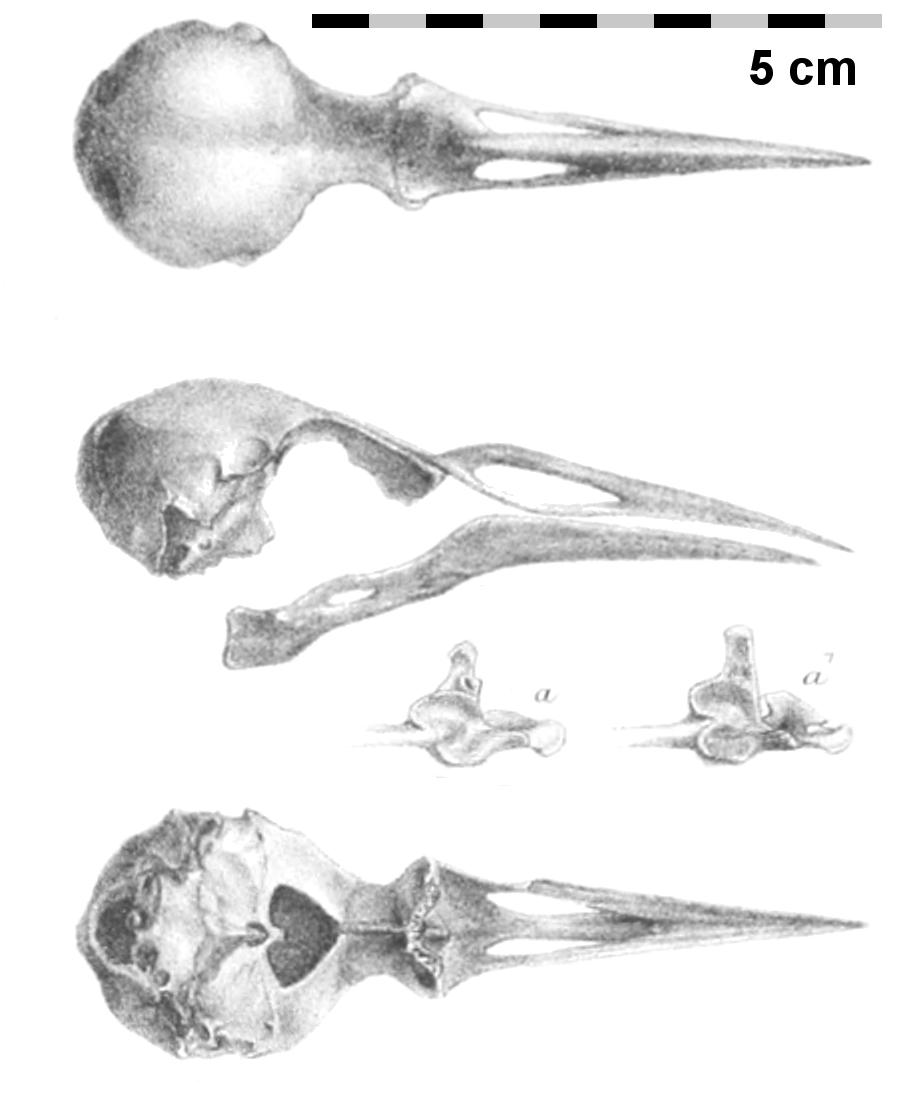
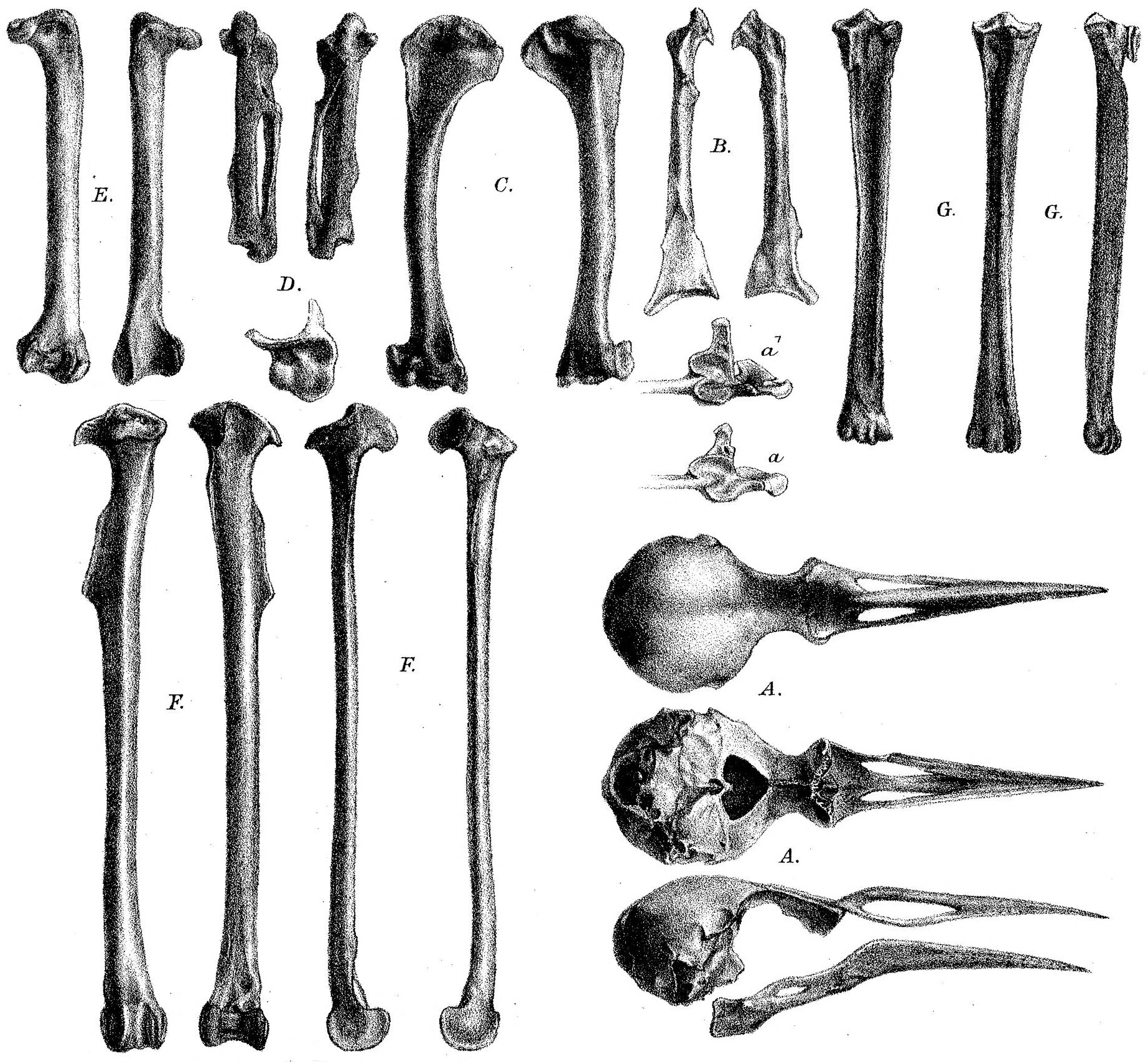